# Fjortonfläckig nyckelpiga
Fjortonfläckig nyckelpiga (Calvia quatuordecimguttata), även skrivet som 14-fläckig nyckelpiga, är en art i insektsordningen skalbaggar som tillhör familjen nyckelpigor.

## Kännetecken
Den fjortonfläckiga nyckelpigan har den för nyckelpigorna typiska breda, ovala och välvda kroppsformen och en längd på cirka 4,5 till 6 millimeter. Täckvingarna är vanligen gulbrunaktiga med ljusare, vitaktiga fläckar. På varje täckvinge finns sju fläckar, varav fyra är parvis placerade i en rad på ömse sidor av sutur, sömmen mellan täckvingarna. Sammantaget uppgår antalet fläckar på täckvingarna därför till fjorton, vilket också artens trivialnamn syftar på. Även halsskölden är gulbrunaktig, med vitaktiga bakhörn, och det är också antenner och ben.

## Utbredning
Den fjortonfläckiga nyckelpigan förekommer i den palearktiska regionen, i Europa och delar av norra Asien, samt i Nordamerika. Den saknas dock i dessa områdens allra nordligaste trakter.

## Levnadssätt
Den fjortonfläckiga nyckelpigan kan hittas i både torrare och mer fuktiga miljöer, exempelvis skogsbryn och ängar. Dess föda både som larv och imago består av till stor del av bladlöss, men även av bladloppor. Övervintringen sker som fullbildad skalbagge i jorden.